# Endrosis sarcitrella
Espèce
La Teigne de la colle, Endrosis sarcitrella, est une espèce de lépidoptères (papillons) de la famille des Oecophoridae, de la sous-famille des Oecophorinae.
Synonyme :
- Tinea lactella Denis & Schiffermüller, 1775

D'une envergure de 2 cm, cet animal nuisible vit dans les habitations. Ses chenilles, blanches à tête brune, se nourrissent de toute matière animale et végétale, aussi d'excréments animaux séchés.

## Distribution
On trouve la teigne de la colle en Australie, au Canada, aux États-Unis et en Europe.

## Galerie

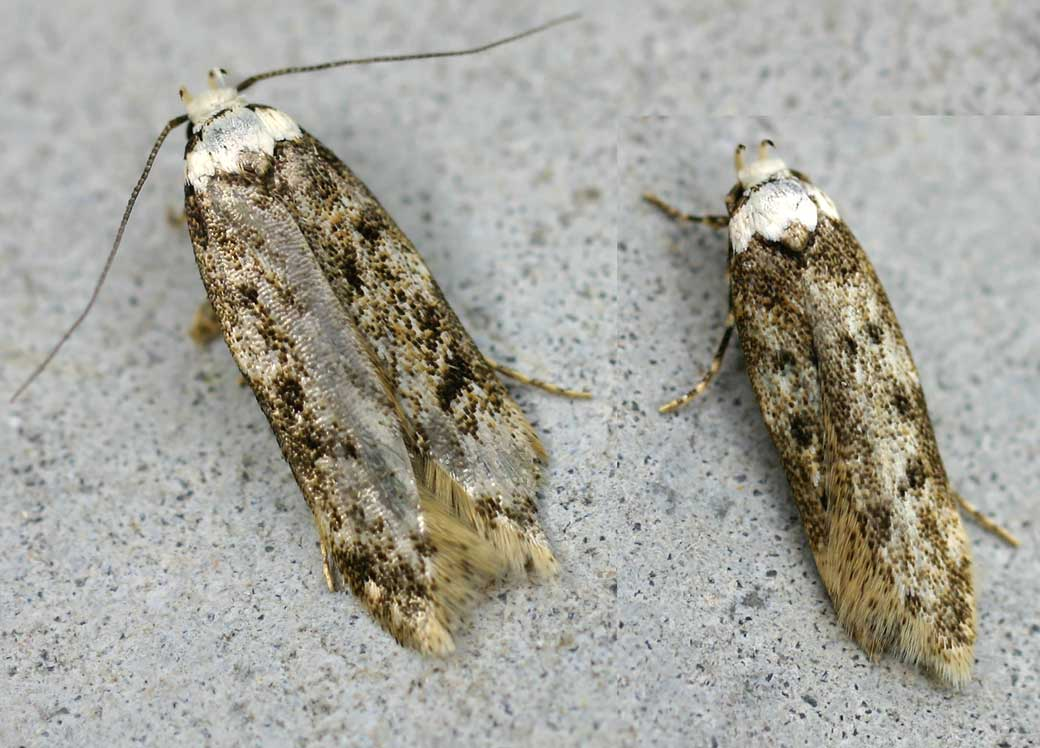
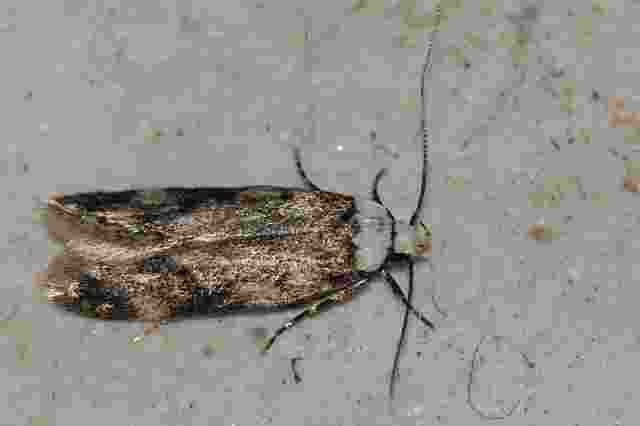